# Suhaylah Abd-Jaafar
Suhaylah Abd-Jaafar o Suhaila Abd-Jaafar (Bagdad, 1964) és una advocada i activista política en favor dels drets humans iraquiana. Va exercir de Ministra de Desplaçaments i Migració, del govern de transició iraquià d'Ibrahim al Jaafari, entre 2005 i 2006. Al febrer de 2006 va sobreviure a un atac amb bomba al seu cotxe.

## Orígens
Abd-Jaafar va néixer l'any 1964 a Bagdad, pertanyent a una tribu kurda faili de confessió xiïta. Va cursar els estudis superiors a la Universitat de Bagdad, on es va graduar en Dret i Política l'any 1987.

## Trajectòria
Després d'acabar els estudis, va iniciar-se en Dret així com en l'activisme en defensa dels drets humans. Com a advocada, va treballar tant pel govern iraquià com per clients privats. El maig de 2005, va ser escollida per a exercir el càrrec de Ministra de Desplaçaments i Migració del govern de transició iraquià, en el gabinet del Primer Ministre Ibrahim al Jaafari. Abdul Samad Rahman Sultan, un altre kurd failia, la va succeir en el càrrec.
El febrer de 2006, mentre circulava a través de Bagdad oriental, el comboi va patir un atemptat amb una bomba, situada al lateral la carretera, i tres dels seus guardaespatlles van resultar ferits en l'explosió.